# Podskalnia Góra

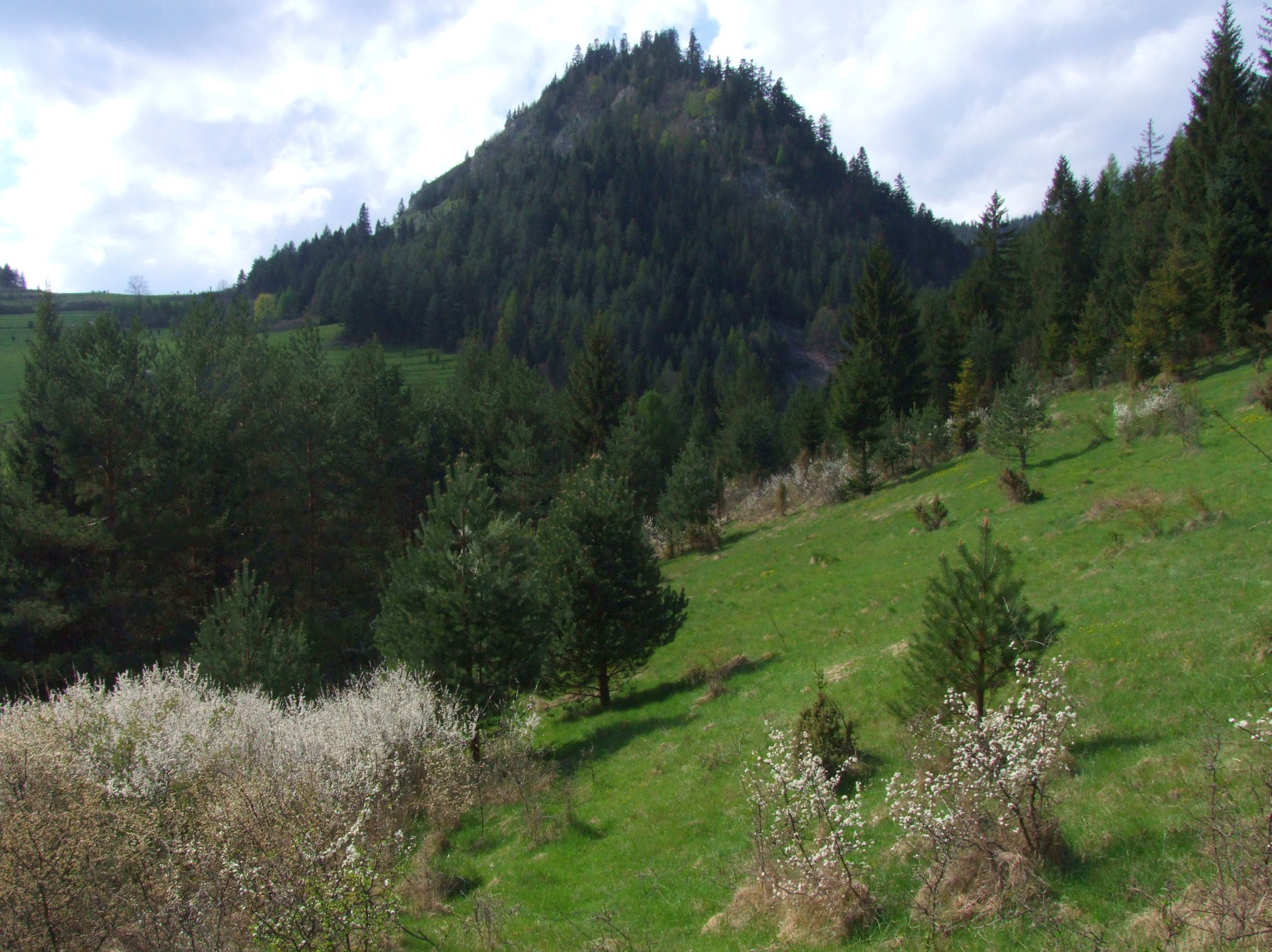
Blick von Sromowce Niżne

Die Podskalnia Góra ist ein Berg in den polnischen Mittleren Pieninen, einem Gebirgszug der Pieninen, mit 743 Metern Höhe. Sie liegt in den Czorsztyner Pieninen. Der Gipfel liegt ungefähr 300 Meter über dem Tal des Dunajec.

## Lage und Umgebung
Die Poskalnia Góra liegt im Hauptkamm der Pieninen. Südöstlich des Gipfels liegt der Dunajec-Durchbruch, nördlich liegt das Tal der Krośnica.

## Etymologie
Der Name Poskalnia Góra lässt sich als Berg unter dem Felsen übersetzen.

## Tourismus
Der Gipfel ist von allen umliegenden Ortschaften leicht auf markierten Wanderwegen erreichbar. Er liegt im Pieninen-Nationalpark.

### Routen zum Gipfel
Markierte Routen zum Gipfel führen von Szczawnica und Czorsztyn:
- ▬ ein gelb markierter Wanderweg von Sromowce Niżne durch die Schlucht Wąwóz Szopczański am Hang des Berges und weiter auf den Bergpass Przełęcz Szopka. Der Gipfel selbst ist nicht zugänglich.